# Ingrid Bolsø Berdal
Ingrid Bolsø Berdal, född 2 mars 1980 i Inderøy kommun i Nord-Trøndelag fylke, är en norsk skådespelare. Hon är utbildad på Statens Teaterskole 2001–2004.

## Filmografi
- 2024 – La Palma (TV-serie)
- Hercules: The Thracian Wars (2014)
- Hansel & Gretel: Witch Hunters (2013)
- De Gales Hus (2008)
- Fritt vilt II (2008)
- Wide Blue Yonder (2008)
- Fritt vilt (2006)
- Sønner (2006)[1]
- Gymnaslærer Pedersen (2005)

## TV
- 2024 – La Palma (TV-serie)
- Westworld (2016)
- Kodnamn Hunter (2008)

## Priser
- Heddastipendet 2005
- Amandaprisen för bästa kvinnliga skådespelare, Fritt Vilt, (2007)
- Dialektprisen (2007)